# Circuit de la Côte d'Azur de tennis

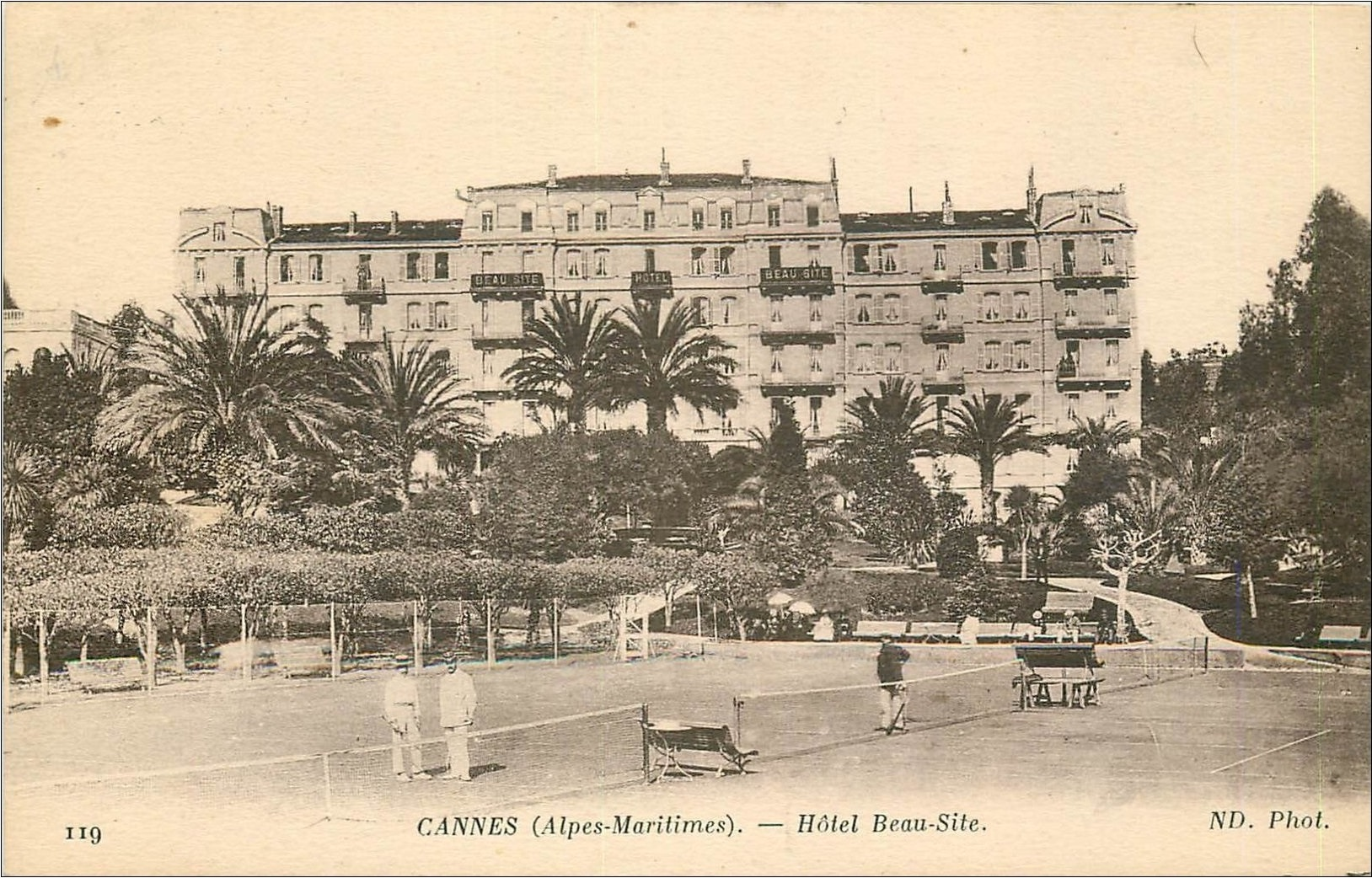
L'Hôtel Beau-Site de Cannes et les courts de tennis vers 1900.

Le circuit de la Côte d'Azur était une série de tournois internationaux de tennis amateur organisés sur la Côte d'Azur lors de la première moitié du XXe siècle, chaque année de fin décembre à fin avril.
Ces tournois ont débuté avec le tournoi de l'Hôtel Beau-Site à Cannes en 1890 et se sont poursuivis avec les Championnats du Sud de la France à Nice à partir de 1895, le tournoi de Monte-Carlo à partir de 1897, le tournoi de Menton à partir de 1902, et bien d'autres.
L'origine remonte aux frères britanniques Ernest et William Renshaw, voyageant régulièrement sur la Côte d'Azur à partir de 1880 pour avoir la possibilité de jouer au tennis en hiver, à une période de l'année où il faisait trop froid pour jouer à l'extérieur en Grande-Bretagne. De nombreux autres joueurs britanniques ont emboîté le pas, dont Reginald et Laurence Doherty. Avec le temps, des tournois internationaux ont commencé à se tenir chaque semaine sur la Côte d'Azur. Bien qu'ils aient eu lieu en France, la majorité des joueurs participants étaient britanniques et la langue de ces tournois était l'anglais.,,
En 16 février 1926 se tient le match du siècle (en) entre Suzanne Lenglen et Helen Wills dans le cadre du tournoi de Cannes de l'Hôtel Carlton.
Avec l'internationalisation du tennis la quasi-totalité de ces rendez-vous sportifs ont disparu. Seul le tournoi de Monte-Carlo a perduré et reste présent au calendrier de l'ATP World Tour.

## Résultats
Pour les tournois localisés à Nice, Monaco et Beausoleil, voir les articles Championnats du Sud de la France, Tournoi de Nice et Tournoi de Monte-Carlo.

### Masculin[4]
Belle Époque
| No | Date       | Nom et lieu du tournoi                        | Catégorie | Surface      | Vainqueur                           | Finaliste              | Score               |  |
| -- | ---------- | --------------------------------------------- | --------- | ------------ | ----------------------------------- | ---------------------- | ------------------- |  |
|    | 15-01-1897 | Hôtel Beau-Site, Cannes                       |           | Terre (ext.) | Reginald Doherty                    | M.G. Gongoltz          | 6–2, 6–4, 6–3       |  |
|    | 02-03-1901 | Hôtel Beau-Site, Cannes                       |           | Terre (ext.) | Lawrence Doherty                    | George Hillyard        | 6–3, 6–3 ab.        |  |
|    | 29-03-1902 | Championnats de la Riviera, Menton            |           | Terre (ext.) | Willy le Maire de Warzée d'Hermalle | Charles Allen          | 3-6 6-2 6-4 7-5     |  |
|    | 24-03-1903 | Championnats de la Riviera, Menton            |           | Terre (ext.) | Edward Allen                        |                        | NC                  |  |
|    | 04-1903    | Championnats de la Riviera italienne, Sanremo |           | Terre (ext.) | Josiah Ritchie                      | Edward Allen           | 6-3 6-1 6-3         |  |
|    | 25-02-1904 | Championnats de la Riviera, Menton            |           | Terre (ext.) | Josiah Ritchie                      | Edward Allen           | 6-4 6-2 6-1         |  |
|    | 20-03-1904 | Hôtel Beau-Site, Cannes                       |           | Terre (ext.) | Lawrence Doherty                    | George Hillyard        | 6–3, 6–3 ab.        |  |
|    | 23-03-1904 | Hôtel Métropole, Cannes                       |           | Terre (ext.) | Josiah Ritchie                      | Evan Gwynne-Evans      | 6-2 6-3 8-6         |  |
|    | 31-03-1905 | Hôtel Beau-Site, Cannes                       |           | Terre (ext.) | Josiah Ritchie                      | Lawrence Doherty       | NC                  |  |
|    | 20-03-1906 | Hôtel Beau-Site, Cannes                       |           | Terre (ext.) | Anthony Wilding                     | Wilberforce Eaves      | NC                  |  |
|    | 04-03-1907 | Hôtel Métropole, Cannes                       |           | Terre (ext.) | Josiah Ritchie                      |                        | NC                  |  |
|    | 19-03-1907 | Hôtel Beau-Site, Cannes                       |           | Terre (ext.) | Josiah Ritchie                      | Dunstan Rhodes         | 6-4, 6-2 ab.        |  |
|    | 24-02-1908 | Championnats de la Riviera italienne, Sanremo |           | Terre (ext.) | Anthony Wilding                     | M. Turton              | 6-0 6-0 6-1         |  |
|    | 18-03-1908 | Hôtel Beau-Site, Cannes                       |           | Terre (ext.) | Anthony Wilding                     | Josiah Ritchie         | 6-3, 6-4, 6-0       |  |
|    | 27-03-1908 | Hôtel Métropole, Cannes                       |           | Terre (ext.) | Josiah Ritchie                      | Hubert de Bertoult     | 6-1 6-3 6-1         |  |
|    | 21-02-1909 | Championnats de la Riviera italienne, Sanremo |           | Terre (ext.) | Artemas H. Holmes                   |                        | NC                  |  |
|    | 17-03-1909 | Hôtel Beau-Site, Cannes                       |           | Terre (ext.) | Josiah Ritchie                      | Friedrich-Wilhelm Rahe | 6-1 4-6 6-2 6-2     |  |
|    | 27-03-1909 | Hôtel Métropole, Cannes                       |           | Terre (ext.) | Friedrich-Wilhelm Rahe              | Cyril Andrewes         | 9-7 6-1 5-7 6-3     |  |
|    | 18-02-1910 | Championnats de la Riviera italienne, Sanremo |           | Terre (ext.) | Artemas H. Holmes                   | Herbert Bird Routledge | 6-0 6-1 6-0         |  |
|    | 02-03-1910 | Championnats de la Riviera, Menton            |           | Terre (ext.) | Max Decugis                         | Josiah Ritchie         | 4-2 ab.             |  |
|    | 16-03-1910 | Hôtel Beau-Site, Cannes                       |           | Terre (ext.) | Josiah Ritchie                      | Max Decugis            | 4-6, 4-6, 8-6 ab.   |  |
|    | 24-03-1910 | Hôtel Métropole, Cannes                       |           | Terre (ext.) | Josiah Ritchie                      | Ferdinand Boelling     | 6-0 6-0 7-5         |  |
|    | 19-02-1911 | Championnats de la Riviera italienne, Sanremo |           | Terre (ext.) | Anthony Wilding                     | Friedrich-Wilhelm Rahe | 6-4 2-6 3-6 6-4 6-2 |  |
|    | 20-03-1911 | Hôtel Beau-Site, Cannes                       |           | Terre (ext.) | Anthony Wilding                     | Friedrich-Wilhelm Rahe | 6-1 6-4 6-1         |  |
|    | 25-02-1912 | Championnats de la Riviera italienne, Sanremo |           | Terre (ext.) | Edward Allen                        | Mark Hick              | 6-2 6-3 6-2         |  |
|    | 11-03-1912 | Hôtel Beau-Site, Cannes                       |           | Terre (ext.) | Max Decugis                         | Maurice Germot         | 6-1 6-2 6-4         |  |
|    | 05-01-1913 | Tournoi du Nouvel An (Beau-Site), Cannes      |           | Terre (ext.) | Hope Crisp                          | Clement Cazalet        | 6-4 6-2 3-6 6-2     |  |
|    | 02-02-1913 | Tournoi de Bordighera, Bordighera             |           | Terre (ext.) | C.W. Murray                         | Edward Allen           | 6-4 6-4             |  |
|    | 23-02-1913 | Championnats de la Riviera italienne, Sanremo |           | Terre (ext.) | Edward Allen                        | Arthur Wallis Myers    | 6-1 6-2 4-6 6-4     |  |
|    | 17-03-1913 | Hôtel Métropole, Cannes                       |           | Terre (ext.) | Gordon Lowe                         | Hope Crisp             | 2-6 6-3 6-2 6-2     |  |
|    | 24-03-1913 | Hôtel Beau-Site, Cannes                       |           | Terre (ext.) | Friedrich-Wilhelm Rahe              | Robert Kleinschroth    | 6-3 6-2 1-6 3-6 6-0 |  |
|    | 04-01-1914 | Tournoi du Nouvel An (Beau-Site), Cannes      |           | Terre (ext.) | Gordon Lowe                         | Alfred C. Hunter       | 10-8 6-2 9-7        |  |
|    | 11-01-1914 | Hôtel Carlton (hiver), Cannes                 |           | Terre (ext.) | Anthony Wilding                     | Gordon Lowe            | 6-4 6-1 6-2         |  |
|    | 18-01-1914 | Championnats de la Riviera italienne, Sanremo |           | Terre (ext.) | Gordon Lowe                         | Craig Biddle           | 6-4 6-3             |  |
|    | 01-02-1914 | Tournoi de Bordighera, Bordighera             |           | Terre (ext.) | Anthony Wilding                     | Gordon Lowe            | 6-2 7-5             |  |
|    | 23-03-1914 | Hôtel Beau-Site, Cannes                       |           | Terre (ext.) | Anthony Wilding                     | Norman Brookes         | 6-4 6-2 6-1         |  |
|    | 31-03-1914 | Hôtel Métropole, Cannes                       |           | Terre (ext.) | Norman Brookes                      | Max Decugis            | 4-6, 6-1, 6-2, 6-1  |  |
|    | 06-04-1914 | Hôtel Carlton, Cannes                         |           | Terre (ext.) | Anthony Wilding                     | Norman Brookes         | 6-2 6-2 6-2         |  |

Entre-deux-guerres
| No | Date       | Nom et lieu du tournoi                            | Catégorie                                         | Dotation                                          | Surface                                           | Vainqueur                                         | Finaliste                                         | Score                                             |  |
| -- | ---------- | ------------------------------------------------- | ------------------------------------------------- | ------------------------------------------------- | ------------------------------------------------- | ------------------------------------------------- | ------------------------------------------------- | ------------------------------------------------- |  |
|    | 02-03-1919 | Hôtel Carlton, Cannes                             |                                                   | Terre (ext.)                                      | Douglas Watters                                   | Max Decugis                                       | ab.                                               |                                                   |  |
|    | 16-03-1919 | Championnats de la Riviera, Menton                |                                                   | Terre (ext.)                                      | Nicolae Mișu                                      | Max Decugis                                       | 6-3, 6-2, 10-12, 2-6, 7-5                         |                                                   |  |
|    | 01-04-1919 | Hôtel Beau-Site, Cannes                           |                                                   | Terre (ext.)                                      | Nicolae Mișu                                      | Max Decugis                                       | 6-8, 6-4, 4-6, 6-3, 6-0                           |                                                   |  |
|    | 11-01-1920 | Tournoi du Nouvel An (Beau-Site), Cannes          |                                                   | Terre (ext.)                                      | Josiah Ritchie                                    | Ambrose Dudley                                    | 6-1 6-2                                           |                                                   |  |
|    | 22-02-1920 | Hôtel Carlton, Cannes                             |                                                   | Terre (ext.)                                      | Gordon Lowe                                       | Josiah Ritchie                                    | 6-4 6-2                                           |                                                   |  |
|    | 14-03-1920 | Championnats de la Riviera, Menton                |                                                   | Terre (ext.)                                      | Nicolae Mișu                                      | Gordon Lowe                                       | 4-3 ab.                                           |                                                   |  |
|    | 04-04-1920 | Hôtel Beau-Site, Cannes                           |                                                   | Terre (ext.)                                      | Harry Lewis-Barclay                               | Francis Fisher                                    | 6-2 7-5 3-6 7-9 6-1                               |                                                   |  |
|    | 09-01-1921 | Tournoi du Nouvel An (Beau-Site), Cannes          |                                                   | Terre (ext.)                                      | Gordon Lowe                                       | Francis Fisher                                    | 6-3 7-5 6-3                                       |                                                   |  |
|    | 21-02-1921 | Hôtel Carlton, Cannes                             |                                                   | Terre (ext.)                                      | Gordon Lowe                                       | Algernon Kingscote                                | 3-6 7-5 8-6 8-6                                   |                                                   |  |
|    | 13-03-1921 | Championnats de la Riviera, Menton                |                                                   | Terre (ext.)                                      | Gordon Lowe                                       | Alain Gerbault                                    | 6-1 6-3 6-4                                       |                                                   |  |
|    | 03-04-1921 | Hôtel Beau-Site, Cannes                           |                                                   | Terre (ext.)                                      | Giovanni Balbi di Robecco                         | Alain Léon André Resuge                           | 6-3 4-6 6-1 2-6 7-5                               |                                                   |  |
|    | 19-02-1922 | Hôtel Carlton, Cannes                             |                                                   | Terre (ext.)                                      | Charles Aeschlimann                               | Arthur Wallis Myers                               | 3-6 10-8 6-1 6-3                                  |                                                   |  |
|    | 12-03-1922 | Championnats de la Riviera, Menton                |                                                   | Terre (ext.)                                      | Rupert Wertheim                                   | P. Marsden                                        | 6-2 6-1 6-4                                       |                                                   |  |
|    | 02-04-1922 | Hôtel Beau-Site, Cannes                           |                                                   | Terre (ext.)                                      | Jean Borotra                                      | D.L. Morgan                                       | 7-5 6-4 2-6 3-6 7-5                               |                                                   |  |
|    | 18-02-1923 | Hôtel Carlton, Cannes                             |                                                   | Terre (ext.)                                      | Henry Mayes                                       | Umberto de Morpurgo                               | 6-0 7-5 5-7 6-2                                   |                                                   |  |
|    | 11-03-1923 | Championnats de la Riviera, Menton                |                                                   | Terre (ext.)                                      | Gordon Lowe                                       | Francis Riou Leighton-Crawford                    | 6-2 6-3 7-5                                       |                                                   |  |
|    | 01-04-1922 | Hôtel Beau-Site, Cannes                           |                                                   | Terre (ext.)                                      | Henry Mayes                                       | Jack Hillyard                                     | 6-2 6-1 5-7 6-4                                   |                                                   |  |
|    | 17-02-1924 | Hôtel Carlton, Cannes                             |                                                   | Terre (ext.)                                      | Henry Mayes                                       | Jack Hillyard                                     | 6-1 6-2 6-1                                       |                                                   |  |
|    | 09-03-1924 | Championnats de la Riviera, Menton                |                                                   | Terre (ext.)                                      | Gordon Lowe                                       | Umberto de Morpurgo                               | 6-3 6-1 3-6 2-6 6-2                               |                                                   |  |
|    | 15-02-1925 | Hôtel Carlton, Cannes                             |                                                   | Terre (ext.)                                      | Gordon Lowe                                       | Charles Aeschlimann                               | 4-6 6-3 6-3 6-1                                   |                                                   |  |
|    | 08-03-1925 | Championnats de la Riviera, Menton                |                                                   | Terre (ext.)                                      | Gordon Lowe                                       | Umberto de Morpurgo                               | 6-2 6-0 4-6 7-5                                   |                                                   |  |
|    | 14-02-1926 | Hôtel Carlton, Cannes                             |                                                   | Terre (ext.)                                      | Umberto de Morpurgo                               | Charles Aeschlimann                               | 6-4 3-6 5-7 9-7 6-2                               |                                                   |  |
|    | 07-03-1926 | Championnats de la Riviera, Menton                |                                                   | Terre (ext.)                                      | Henri Cochet                                      | Béla von Kehrling                                 | 6-4 3-6 7-5 3-6 8-6                               |                                                   |  |
|    | 23-01-1927 | Hôtel Carlton, Cannes                             |                                                   | Terre (ext.)                                      | Henri Cochet                                      | Jacques Brugnon                                   | 1-6 6-1 6-0 1-6 6-0                               |                                                   |  |
|    | 06-03-1927 | Championnats de la Riviera, Menton                |                                                   | Terre (ext.)                                      | Umberto de Morpurgo                               | Béla von Kehrling                                 | 6-4 6-3 6-4                                       |                                                   |  |
|    | 12-02-1928 | Hôtel Carlton, Cannes                             |                                                   | Terre (ext.)                                      | Béla von Kehrling                                 | Emmanuel du Plaix                                 | 6-0 2-6 6-3 6-2                                   |                                                   |  |
|    | 11-03-1928 | Championnats de la Riviera, Menton                |                                                   | Terre (ext.)                                      | Béla von Kehrling                                 | Erik Worm                                         | 6-1 8-6 1-6 6-3                                   |                                                   |  |
|    | 14-02-1929 | Hôtel Carlton, Cannes                             |                                                   | Terre (ext.)                                      | Umberto de Morpurgo                               | Giorgio De Stefani                                | 6-4 6-2 6-4                                       |                                                   |  |
|    | 10-03-1929 | Championnats de la Riviera, Menton                |                                                   | Terre (ext.)                                      | Béla von Kehrling                                 | Franz-Wilhelm Matejka                             | 6-4 7-5 6-1                                       |                                                   |  |
|    | 01-1930    | Tournoi du Nouvel An (Beau-Site), Cannes          |                                                   | Terre (ext.)                                      | Paul Barrelet de Ricou                            | George Lyttleton-Rogers                           | NC                                                |                                                   |  |
|    | 10-02-1930 | Hôtel Carlton, Cannes                             |                                                   | Terre (ext.)                                      | Giorgio De Stefani                                | Herman von Artens                                 | 6-2, 4-6, 6-3, 6-2                                |                                                   |  |
|    | 09-03-1930 | Championnats de la Riviera, Menton                |                                                   | Terre (ext.)                                      | Bill Tilden                                       | Jacques Brugnon                                   | 10-8 7-5 3-6 4-6 6-1                              |                                                   |  |
|    | 04-01-1931 | Tournoi du Nouvel An (Beau-Site), Cannes          |                                                   | Terre (ext.)                                      | George Lyttleton-Rogers                           | Charles Aeschlimann                               | 8-6 6-1 3-6 7-5                                   |                                                   |  |
|    | 08-02-1931 | Hôtel Carlton, Cannes                             |                                                   | Terre (ext.)                                      | George Lyttleton-Rogers                           | Ladislav Hecht                                    | 6-3 6-3 6-2                                       |                                                   |  |
|    | 08-03-1931 | Championnats de la Riviera, Menton                |                                                   | Terre (ext.)                                      | Béla von Kehrling                                 | E. Garcia                                         | 6-2 6-3 6-1                                       |                                                   |  |
|    | 29-03-1931 | Hôtel Beau-Site, Cannes                           |                                                   | Terre (ext.)                                      | Hyotare Sato                                      | George Lyttleton-Rogers                           | 3-6 6-4 6-1 8-6                                   |                                                   |  |
|    | 19-04-1931 | Hôtel Miramar, Juan-les-Pins                      |                                                   | Terre (ext.)                                      | Hyotare Sato                                      | Jirō Sato                                         | 6-3 6-2 5-7 3-6 6-3                               |                                                   |  |
|    | 27-12-1931 | Hôtel Miramar II, Juan-les-Pins                   |                                                   | Terre (ext.)                                      | Erik Worm                                         | John Temple Bouverie Leader                       | 4-6 6-2 6-4                                       |                                                   |  |
|    | 03-01-1932 | Tournoi du Nouvel An (Beau-Site), Cannes          |                                                   | Terre (ext.)                                      | George Lyttleton-Rogers                           | Erik Worm                                         | 6-1 6-2 11-9                                      |                                                   |  |
|    | 07-02-1932 | Hôtel Carlton, Cannes                             |                                                   | Terre (ext.)                                      | George Lyttleton-Rogers                           | Jacques Brugnon                                   | 6-1 8-6 9-7                                       |                                                   |  |
|    | 07-03-1932 | Championnats de la Riviera, Menton                |                                                   | Terre (ext.)                                      | Roderich Menzel                                   | André Merlin                                      | 6-3 6-0 4-6 6-4                                   |                                                   |  |
|    | 27-03-1932 | Hôtel Beau-Site, Cannes                           |                                                   | Terre (ext.)                                      | George Lyttleton-Rogers                           | Louis Haensch                                     | 2-6 6-4 1-6 8-6 9-7                               |                                                   |  |
|    | 01-05-1932 | Hôtel Miramar, Juan-les-Pins                      |                                                   | Terre (ext.)                                      | Hyotare Sato                                      | George Lyttleton-Rogers                           | 6-4 4-6 6-1                                       |                                                   |  |
|    | 01-01-1933 | Tournoi du Nouvel An (Beau-Site), Cannes          |                                                   | Terre (ext.)                                      | George Lyttleton-Rogers                           | Max Ellmer                                        | 5-7 6-2 3-6 10-8 7-5                              |                                                   |  |
|    | 13-02-1933 | Hôtel Carlton, Cannes                             |                                                   | Terre (ext.)                                      | Charles Aeschlimann                               | Jacques Brugnon                                   | 7-5 6-2 6-4                                       |                                                   |  |
|    | 12-03-1933 | Championnats de la Riviera, Menton                |                                                   | Terre (ext.)                                      | André Martin-Legeay                               | Gottfried von Cramm                               | 4-6 7-5 6-4 6-4                                   |                                                   |  |
|    | 02-04-1933 | Hôtel Beau-Site, Cannes                           |                                                   | Terre (ext.)                                      | Franz-Wilhelm Matejka                             | George Lyttleton-Rogers                           | 8-6 3-6 2-6 6-3 6-4                               |                                                   |  |
|    | 16-04-1933 | Hôtel Miramar, Juan-les-Pins                      |                                                   | Terre (ext.)                                      | Jirō Sato                                         | Ryosuke Nunoi                                     | 7-5 4-6 6-3 9-7                                   |                                                   |  |
|    | 1934       | Hôtel Carlton, Cannes                             |                                                   | Terre (ext.)                                      | Antoine Gentien                                   | Charles Aeschlimann                               | 4-6 6-3 6-2 6-1                                   |                                                   |  |
|    | 11-03-1934 | Championnats de la Riviera, Menton                |                                                   | Terre (ext.)                                      | Giorgio De Stefani                                | André Martin-Legeay                               | 8-6 6-2 6-2                                       |                                                   |  |
|    | 1935       | Hôtel Carlton, Cannes                             |                                                   | Terre (ext.)                                      | Antoine Gentien                                   | Wilmer Hines                                      | NC                                                |                                                   |  |
|    | 10-03-1935 | Championnats de la Riviera, Menton                |                                                   | Terre (ext.)                                      | Josef Caska                                       | Wilmer Hines                                      | 3-6 6-4 6-2 6-2                                   |                                                   |  |
|    | 30-12-1935 | Tournoi du Nouvel An (Beau-Site), Cannes          |                                                   | Terre (ext.)                                      | Vladimir Landau                                   | Edmond Lotan                                      | 6-4, 6-3, 6-3                                     |                                                   |  |
|    | 09-02-1936 | Hôtel Carlton, Cannes                             |                                                   | Terre (ext.)                                      | André Martin-Legeay                               | Jacques Brugnon                                   | 2-6 6-2 6-2 2-6 6-4                               |                                                   |  |
|    | 08-03-1936 | Championnats de la Riviera, Menton                |                                                   | Terre (ext.)                                      | Jean Lesueur                                      | Norcross S. Tilney                                | 6-2 6-1 5-7 5-7 6-1                               |                                                   |  |
|    | 1937       | Hôtel Beau-Site, Cannes                           |                                                   | Terre (ext.)                                      | Kho Sin-Kie                                       | Vladimir Landau                                   | 4–6, 6–4, 7–5, 5–7, 6–0                           |                                                   |  |
|    | 07-02-1937 | Hôtel Carlton, Cannes                             |                                                   | Terre (ext.)                                      | Vojtech Vodicka                                   | E. Ambros                                         | 6-2 6-1 6-2                                       |                                                   |  |
|    | 07-03-1937 | Championnats de la Riviera, Menton                |                                                   | Terre (ext.)                                      | Kalle Schröder                                    | Kazimierz Tarlowski                               | 8-6 6-2 6-4                                       |                                                   |  |
|    | 1938       | Hôtel Carlton, Cannes                             |                                                   | Terre (ext.)                                      | Kho Sin-Kie                                       | William Robertson                                 | 6–3, 6–1, 6–3                                     |                                                   |  |
|    | 13-03-1938 | Championnats de la Riviera, Menton                |                                                   | Terre (ext.)                                      | Kalle Schröder                                    | Valentino Taroni                                  | 6-3 6-2 6-1                                       |                                                   |  |
|    | 03-04-1938 | Hôtel Beau-Site, Cannes                           |                                                   | Terre (ext.)                                      | George Lyttleton-Rogers                           | Kalle Schröder                                    | 6-4 6-3 6-3                                       |                                                   |  |
|    | 12-02-1939 | Hôtel Carlton, Cannes                             |                                                   | Terre (ext.)                                      | Kho Sin-Kie                                       | George Lyttleton-Rogers                           | NC                                                |                                                   |  |
|    | 12-03-1939 | Championnats de la Riviera, Menton                |                                                   | Terre (ext.)                                      | Franjo Punčec                                     | Hans Redl                                         | 11-9 6-2 6-0                                      |                                                   |  |
|    | 1939       | Championnat de la Côte d'Azur, Cannes             |                                                   | Terre (ext.)                                      | Yvon Petra                                        | Adam Baworowski                                   | 7-5, 7-5, 6-2                                     |                                                   |  |
|    | 1939-1942  | Pas de tournoi en raison de la bataille de France | Pas de tournoi en raison de la bataille de France | Pas de tournoi en raison de la bataille de France | Pas de tournoi en raison de la bataille de France | Pas de tournoi en raison de la bataille de France | Pas de tournoi en raison de la bataille de France | Pas de tournoi en raison de la bataille de France |  |
|    | 22-03-1942 | Cannes Club Tournament, Cannes                    |                                                   | Terre (ext.)                                      | Yvon Petra                                        | Robert Abdesselam                                 | 4-6, 7-5, 6-2                                     |                                                   |  |
|    | 29-03-1942 | Hôtel Carlton, Cannes                             |                                                   | Terre (ext.)                                      | Robert Abdesselam                                 | Yvon Petra                                        | 6-4, 6-3                                          |                                                   |  |
|    | 12-04-1942 | Hôtel Miramar, Juan-les-Pins                      |                                                   | Terre (ext.)                                      | Yvon Petra                                        | Robert Abdesselam                                 | 6-4, 0-6, 7-5                                     |                                                   |  |

### Féminin
Belle Époque
| No | Date       | Nom et lieu du tournoi                   | Catégorie | Surface      | Vainqueur                  | Finaliste                 | Score          |  |
| -- | ---------- | ---------------------------------------- | --------- | ------------ | -------------------------- | ------------------------- | -------------- |  |
|    | 26-02-1899 | Hôtel Beau-Site, Cannes                  |           | Terre (ext.) | Edith Riseley              | Antonie Kusenberg Popp    | 6-4, 6-3       |  |
|    | 02-1900    | Hôtel Beau-Site, Cannes                  |           | Terre (ext.) | Clara von der Schulenburg  | Katherine Pillans         | NC             |  |
|    | 02-1901    | Hôtel Beau-Site, Cannes                  |           | Terre (ext.) | Blanche Bingley Hillyard   | Blanche Duddell           | NC             |  |
|    | 1902       | Championnats de la Riviera, Menton       |           | Terre (ext.) | V. Henshaw                 | Mlle Tomer                | NC             |  |
|    | 1903       | Championnats de la Riviera, Menton       |           | Terre (ext.) | Mildred Brooksmith         | ?                         | NC             |  |
|    | 30-03-1903 | Hôtel Beau-Site, Cannes                  |           | Terre (ext.) | Ruth Winch                 |                           | NC             |  |
|    | 1904       | Championnats de la Riviera, Menton       |           | Terre (ext.) | V. Henshaw                 | Mlle Rooke                | NC             |  |
|    | 1904       | Hôtel Beau-Site, Cannes                  |           | Terre (ext.) | Ruth Winch                 | Clara von der Schulenburg | 6-2, 7-5       |  |
|    | 1905       | Championnats de la Riviera, Menton       |           | Terre (ext.) | Amy Ransome                | Vera Warden               | NC             |  |
|    | 28-03-1905 | Hôtel Beau-Site, Cannes                  |           | Terre (ext.) | Connie Wilson              | Clara von der Schulenburg | 6-3, 6-3       |  |
|    | 1906       | Championnats de la Riviera, Menton       |           | Terre (ext.) | Vera Warden                | Amy Ransome               | NC             |  |
|    | 25-03-1906 | Hôtel Beau-Site, Cannes                  |           | Terre (ext.) | Toupie Lowther             | Antonie Kusenberg Popp    | 6-4, 6-4       |  |
|    | 26-03-1907 | Hôtel Beau-Site, Cannes                  |           | Terre (ext.) | Ruth Winch                 | Toupie Lowther            | 6-0, 6-1       |  |
|    | 31-03-1907 | Hôtel Métropole, Cannes                  |           | Terre (ext.) | Clara von der Schulenburg  |                           | NC             |  |
|    | 1907       | Championnats de la Riviera, Menton       |           | Terre (ext.) | Rosamund Salusbury         | Mlle Hampshire            | NC             |  |
|    | 26-03-1908 | Hôtel Beau-Site, Cannes                  |           | Terre (ext.) | Dorothea Douglass Chambers | (Melita ou Minnie) Dillon | 6-1, 6-4       |  |
|    | 06-04-1908 | Hôtel Métropole, Cannes                  |           | Terre (ext.) | Ruth Winch                 | Eveline Nutcombe-Quicke   | NC             |  |
|    | 1908       | Championnats de la Riviera, Menton       |           | Terre (ext.) | Maud Dillon                | Evelyn Dillon             | NC             |  |
|    | 24-03-1909 | Hôtel Beau-Site, Cannes                  |           | Terre (ext.) | Clara von der Schulenburg  | Ruth Winch                | NC             |  |
|    | 03-04-1909 | Hôtel Métropole, Cannes                  |           | Terre (ext.) | Alice Greene               | Eveline Nutcombe-Quicke   | NC             |  |
|    | 1909       | Championnats de la Riviera, Menton       |           | Terre (ext.) | Rosamund Salusbury         | Alice Greene              | NC             |  |
|    | 1910       | Championnats de la Riviera, Menton       |           | Terre (ext.) | Rosamund Salusbury         | Eveline Nutcombe-Quicke   | 6-3, 6-2       |  |
|    | 20-03-1910 | Hôtel Beau-Site, Cannes                  |           | Terre (ext.) | Rosamund Salusburyg        | Ruth Winch                | 6-1 6-4        |  |
|    | 24-03-1910 | Championnat de la Côte d'Azur, Cannes    |           | Terre (ext.) | Clara von der Schulenburg  | Eveline Nutcombe-Quicke   | 6-4, 6-3       |  |
|    | 30-03-1910 | Hôtel Métropole, Cannes                  |           | Terre (ext.) | Rosamund Salusbury         | Eleanor Rose              | NC             |  |
|    | 26-03-1911 | Hôtel Beau-Site, Cannes                  |           | Terre (ext.) | Hedwig Neresheimer         | Rosamund Salusbury        | 6-4 8-10 7-5   |  |
|    | 2-04-1911  | Championnat de la Côte d'Azur, Cannes    |           | Terre (ext.) | Hedwig Neresheimer         | Margaret Tripp            | 6-0, 6-2       |  |
|    | 17-03-1912 | Hôtel Beau-Site, Cannes                  |           | Terre (ext.) | Jessie Tripp               | Mieken Rieck              | 6-3, 6-1       |  |
|    | 24-03-1912 | Championnat de la Côte d'Azur, Cannes    |           | Terre (ext.) | Clara von der Schulenburg  | Mrs Perrett               | 6-4, 6-3       |  |
|    | 05-01-1913 | Tournoi du Nouvel An (Beau-Site), Cannes |           | Terre (ext.) | Adèle Topham               | Doris Topham              | 7-5, 3-6, 6-4  |  |
|    | 15-02-1913 | Championnat de la Côte d'Azur, Cannes    |           | Terre (ext.) | Elizabeth Ryan             | Dagmar von Krohn          | 4-6, 6-2, 6-0  |  |
|    | 23-03-1913 | Hôtel Métropole, Cannes                  |           | Terre (ext.) | Elizabeth Ryan             | Mrs Perrett               | NC             |  |
|    | 30-03-1913 | Hôtel Beau-Site, Cannes                  |           | Terre (ext.) | Jessie Tripp               | E. White                  | 6-3, 4-1 ab.   |  |
|    | 1913       | Hôtel Bristol, Beaulieu-sur-Mer          |           | Terre (ext.) | Elizabeth Ryan             | M. Towler                 | 6-2, 6-1       |  |
|    | 04-01-1914 | Tournoi du Nouvel An (Beau-Site), Cannes |           | Terre (ext.) | Suzanne Lenglen            | M. Ward                   | 6–0, 6–0       |  |
|    | 11-01-1914 | Tournoi du Nouvel An (Carlton), Cannes   |           | Terre (ext.) | Suzanne Lenglen            | Ruth Winch                | 7–5, 3-6, 6–1  |  |
|    | 22-02-1914 | Championnat de la Côte d'Azur, Cannes    |           | Terre (ext.) | Elizabeth Ryan             | M. Ward                   | 6-4, 6-0       |  |
|    | 30-03-1914 | Hôtel Beau-Site, Cannes                  |           | Terre (ext.) | Elizabeth Ryan             | Jessie Tripp              | 6-2, 6-1       |  |
|    | 5-04-1914  | Hôtel Métropole, Cannes                  |           | Terre (ext.) | Elizabeth Ryan             | Jessie Tripp              | 5-7, 6-1, 10-8 |  |
|    | 12-04-1914 | Hôtel Carlton II, Cannes                 |           | Terre (ext.) | Suzanne Lenglen            | Elizabeth Ryan            | 6–3, 3–6, 6–2  |  |
|    | 1914       | Hôtel Bristol, Beaulieu-sur-Mer          |           | Terre (ext.) | Jessie Tripp               | Elizabeth Ryan            | 6-4 9-11 6-4   |  |

Entre-deux-guerres
| No | Date       | Nom et lieu du tournoi                            | Catégorie                                         | Surface                                           | Vainqueur                                         | Finaliste                                         | Score                                             |                                                   |
| -- | ---------- | ------------------------------------------------- | ------------------------------------------------- | ------------------------------------------------- | ------------------------------------------------- | ------------------------------------------------- | ------------------------------------------------- | ------------------------------------------------- |
|    | 02-03-1919 | Hôtel Carlton, Cannes                             |                                                   | Terre (ext.)                                      | Suzanne Lenglen                                   | Doris Wolfson                                     | 6-1, 6–1                                          |                                                   |
|    | 16-03-1919 | Championnats de la Riviera, Menton                |                                                   | Terre (ext.)                                      | Suzanne Lenglen                                   | A. Doublet                                        | 6–0, 6–1                                          |                                                   |
|    | 01-04-1919 | Hôtel Beau-Site, Cannes                           |                                                   | Terre (ext.)                                      | Suzanne Lenglen                                   | Élisabeth d'Ayen                                  | 6–0, 6–0                                          |                                                   |
|    | 11-01-1920 | Tournoi du Nouvel An (Beau-Site), Cannes          |                                                   | Terre (ext.)                                      | Suzanne Lenglen                                   | Madeline O'Neill                                  | 6–1, 6–0                                          |                                                   |
|    | 18-01-1920 | Hôtel Carlton, Cannes                             |                                                   | Terre (ext.)                                      | Suzanne Lenglen                                   | Elizabeth Ryan                                    | 6–0, 6–1                                          |                                                   |
|    | 29-02-1920 | Hôtel Bristol, Beaulieu-sur-Mer                   |                                                   | Terre (ext.)                                      | Suzanne Lenglen                                   | Elizabeth Ryan                                    | 6–2, 6–0                                          |                                                   |
|    | 04-04-1920 | Hôtel Beau-Site II, Cannes                        |                                                   | Terre (ext.)                                      | Elizabeth Ryan                                    | Winifred Beamish                                  | 6-2, 6-2                                          |                                                   |
|    | 30-04-1920 | Hôtel Beau-Site III, Cannes                       |                                                   | Terre (ext.)                                      | Suzanne Lenglen                                   | Sigrid Fick                                       | 6–1, 6–1                                          |                                                   |
|    | 09-01-1921 | Tournoi du Nouvel An (Beau-Site), Cannes          |                                                   | Terre (ext.)                                      | Suzanne Lenglen                                   | Blanche Colston                                   | 6–0, 6–0                                          |                                                   |
|    | 16-01-1921 | Hôtel Carlton, Cannes                             |                                                   | Terre (ext.)                                      | Suzanne Lenglen                                   | Elizabeth Ryan                                    | 6–0, 6–1                                          |                                                   |
|    | 21-02-1921 | Hôtel Carlton II, Cannes                          |                                                   | Terre (ext.)                                      | Suzanne Lenglen                                   | Elizabeth Ryan                                    | 6–0, 6–2                                          |                                                   |
|    | 18-04-1921 | Hôtel Carlton III, Cannes                         |                                                   | Terre (ext.)                                      | Suzanne Lenglen                                   | Phyllis Satterthwaite                             | 6–1, 6–0                                          |                                                   |
|    | 1921       | Hôtel Bristol, Beaulieu-sur-Mer                   |                                                   | Terre (ext.)                                      | Elizabeth Ryan                                    | Phyllis Carr Satterthwaite                        | 6-0 ab                                            |                                                   |
|    | 1922       | Hôtel Bristol, Beaulieu-sur-Mer                   |                                                   | Terre (ext.)                                      | Elizabeth Ryan                                    | Winifred Beamish                                  | 7-5 8-6                                           |                                                   |
|    | 7-01-1923  | Tournoi du Nouvel An (Beau-Site), Cannes          |                                                   | Terre (ext.)                                      | Suzanne Lenglen                                   | Blanche Colston                                   | 6–4, 6–2                                          |                                                   |
|    | 18-02-1923 | Hôtel Carlton II, Cannes                          |                                                   | Terre (ext.)                                      | Suzanne Lenglen                                   | Elizabeth Ryan                                    | 6–3, 6–1                                          |                                                   |
|    | 12-03-1923 | Championnats de la Riviera, Menton                |                                                   | Terre (ext.)                                      | Suzanne Lenglen                                   | Kathleen McKane Godfree                           | 6–2, 7–5                                          |                                                   |
|    | 1923       | Hôtel Bristol, Beaulieu-sur-Mer                   |                                                   | Terre (ext.)                                      | Winifred Beamish                                  | Elizabeth Ryan                                    | 6-4 6-3                                           |                                                   |
|    | 9-03-1924  | Championnats de la Riviera, Menton                |                                                   | Terre (ext.)                                      | Suzanne Lenglen                                   | Phyllis Covell                                    | 6–2, 6–1                                          |                                                   |
|    | 30-03-1924 | Hôtel Beau-Site, Cannes                           |                                                   | Terre (ext.)                                      | Elizabeth Ryan                                    | Lilí de Álvarez                                   | NC                                                |                                                   |
|    | 20-04-1924 | Juan-les-Pins Lawn Tennis Club, Juan-les-Pins     |                                                   | Terre (ext.)                                      | Sylvie Jung                                       | Lilí de Álvarez                                   | 7-5, 6-2                                          |                                                   |
|    | 24-01-1926 | Hôtel Métropole, Cannes                           |                                                   | Terre (ext.)                                      | Helen Wills                                       | Julie Vlasto                                      | 6–3, 7–5                                          |                                                   |
|    | 31-01-1926 | Hôtel Gallia, Cannes                              |                                                   | Terre (ext.)                                      | Helen Wills                                       | Hélène Contostavlos                               | 6–3, 6–2                                          |                                                   |
|    | 16-02-1926 | Hôtel Carlton, Cannes                             |                                                   | Terre (ext.)                                      | Suzanne Lenglen                                   | Helen Wills                                       | 6–3, 8–6                                          |                                                   |
|    | 02-1926    | Hôtel Bristol, Beaulieu-sur-Mer                   |                                                   | Terre (ext.)                                      | Helen Wills                                       | Phyllis Satterthwaite                             | 6–1, 6–1                                          |                                                   |
|    | 03-1926    | Championnats de la Riviera, Menton                |                                                   | Terre (ext.)                                      | Helen Wills                                       | Lilí de Álvarez                                   | 6–4, 6–4                                          |                                                   |
|    | 03-1926    | Championnat de la Côte d'Azur, Cannes             |                                                   | Terre (ext.)                                      | Helen Wills                                       | Joan Ridley                                       | NC                                                |                                                   |
|    | 28-03-1926 | Hôtel Beau-Site, Cannes                           |                                                   | Terre (ext.)                                      | Lilí de Álvarez                                   | Heather Woolrych                                  | NC                                                |                                                   |
|    | 1926       | Saint-Raphaël Country Club, Saint-Raphaël         |                                                   | Terre (ext.)                                      | Lilí de Álvarez                                   | Mme M. Levy-Ittner                                | NC                                                |                                                   |
|    | 27-03-1927 | Hôtel Beau-Site, Cannes                           |                                                   | Terre (ext.)                                      | Lilí de Álvarez                                   | Hélène Contostavlos                               | NC                                                |                                                   |
|    | 04-1927    | Saint-Raphaël Country Club, Saint-Raphaël         |                                                   | Terre (ext.)                                      | Phyllis Carr Satterthwaite                        | Sylvie Jung                                       | 7-5 8-6                                           |                                                   |
|    | 01-04-1928 | Hôtel Beau-Site, Cannes                           |                                                   | Terre (ext.)                                      | Elizabeth Ryan                                    | Cilly Aussem                                      | 6-0 6-2                                           |                                                   |
|    | 10-03-1929 | Hôtel Miramar, Juan-les-Pins                      |                                                   | Terre (ext.)                                      | Eileen Bennett                                    | Annemarie Loewenthal                              | 7-5 6-0                                           |                                                   |
|    | 31-03-1929 | Hôtel Beau-Site, Cannes                           |                                                   | Terre (ext.)                                      | Sylvie Jung                                       | Phyllis Carr Satterthwaite                        | 6-3, 6-3                                          |                                                   |
|    | 13-04-1930 | Hôtel Miramar, Juan-les-Pins                      |                                                   | Terre (ext.)                                      | Elizabeth Ryan                                    | Cilly Aussem                                      | 6-2 7-5                                           |                                                   |
|    | 29-03-1931 | Hôtel Beau-Site, Cannes                           |                                                   | Terre (ext.)                                      | Cilly Aussem                                      | Lolette Payot                                     | 6-3, 6-3                                          |                                                   |
|    | 19-04-1931 | Hôtel Miramar, Juan-les-Pins                      |                                                   | Terre (ext.)                                      | Cilly Aussem                                      | Sylvie Jung                                       | 6-2 6-0                                           |                                                   |
|    | 27-03-1932 | Hôtel Beau-Site, Cannes                           |                                                   | Terre (ext.)                                      | Lolette Payot                                     | Jadwiga Jędrzejowska                              | 9-7, 7-5                                          |                                                   |
|    | 02-04-1933 | Hôtel Beau-Site, Cannes                           |                                                   | Terre (ext.)                                      | Lolette Payot                                     | Simonne Mathieu                                   | 6-3, 4-6, 6-4                                     |                                                   |
|    | 16-04-1933 | Hôtel Miramar, Juan-les-Pins                      |                                                   | Terre (ext.)                                      | Muriel Thomas                                     | Dorothy Andrus                                    | 6-3 6-3                                           |                                                   |
|    | 01-04-1934 | Hôtel Beau-Site, Cannes                           |                                                   | Terre (ext.)                                      | Jacqueline Goldschmidt                            | Simonne Mathieu                                   | 6-4 11-9                                          |                                                   |
|    | 09-02-1935 | Hôtel Carlton, Cannes                             |                                                   | Terre (ext.)                                      | Simonne Mathieu                                   | Muriel Thomas                                     | NC                                                |                                                   |
|    | 31-03-1935 | Hôtel Beau-Site, Cannes                           |                                                   | Terre (ext.)                                      | Simonne Mathieu                                   | Kay Stammers                                      | 6-3 6-3                                           |                                                   |
|    | 07-02-1936 | Hôtel Carlton, Cannes                             |                                                   | Terre (ext.)                                      | Simonne Mathieu                                   | Phyllis Carr Satterthwaite                        | 6-0, 6-1                                          |                                                   |
|    | 29-03-1936 | Hôtel Beau-Site, Cannes                           |                                                   | Terre (ext.)                                      | Simonne Mathieu                                   | Paulette de Saint-Ferreol                         | 6-3 6-1                                           |                                                   |
|    | 03-01-1937 | Tournoi du Nouvel An (Beau-Site), Cannes          |                                                   | Terre (ext.)                                      | Simonne Mathieu                                   | Cosette Saint-Omer-Roy                            | 8-6 6-3                                           |                                                   |
|    | 07-02-1937 | Hôtel Carlton, Cannes                             |                                                   | Terre (ext.)                                      | Simonne Mathieu                                   | Anita Lizana                                      | 7-5, 6-0                                          |                                                   |
|    | 28-03-1937 | Hôtel Beau-Site, Cannes                           |                                                   | Terre (ext.)                                      | Alice Weivers                                     | Grete Deutschova                                  | 6-0 6-1                                           |                                                   |
|    | 18-04-1937 | Hôtel Miramar, Juan-les-Pins                      |                                                   | Terre (ext.)                                      | Susan Noel                                        |                                                   | NC                                                |                                                   |
|    | 02-01-1938 | Tournoi du Nouvel An (Beau-Site), Cannes          |                                                   | Terre (ext.)                                      | Alice Weivers                                     | Cosette Saint-Omer-Roy                            | 3-6 6-4 6-4                                       |                                                   |
|    | 13-02-1938 | Hôtel Carlton, Cannes                             |                                                   | Terre (ext.)                                      | Alice Weivers                                     | Gracyn Wheeler                                    | 6-3, 6-1                                          |                                                   |
|    | 03-04-1938 | Hôtel Beau-Site, Cannes                           |                                                   | Terre (ext.)                                      | Jadwiga Jędrzejowska                              | Alice Weivers                                     | 6-1 8-6                                           |                                                   |
|    | 10-04-1938 | Hôtel Miramar, Juan-les-Pins                      |                                                   | Terre (ext.)                                      | Alice Weivers                                     | Jacqueline Goldschmidt                            | 6-3, 2-6, 6-2                                     |                                                   |
|    | 01-01-1939 | Tournoi du Nouvel An (Beau-Site), Cannes          |                                                   | Terre (ext.)                                      | Alice Weivers                                     | Cosette Saint-Omer-Roy                            | 7-5 7-5                                           |                                                   |
|    | 05-02-1939 | Hôtel Gallia, Cannes                              |                                                   | Terre (ext.)                                      | Gracyn Wheeler                                    | Simonne Mathieu                                   | 6-4 4-6 7-6                                       |                                                   |
|    | 12-02-1939 | Hôtel Carlton, Cannes                             |                                                   | Terre (ext.)                                      | Alice Weivers                                     | Simonne Mathieu                                   | 6-3, 6-1                                          |                                                   |
|    | 19-03-1939 | Championnat de la Côte d'Azur, Cannes             |                                                   | Terre (ext.)                                      | Simonne Mathieu                                   | Simone Iribarne-Lafargue                          | 8-6 6-3                                           |                                                   |
|    | 26-03-1939 | Hôtel Miramar, Juan-les-Pins                      |                                                   | Terre (ext.)                                      | Alice Weivers                                     | Grete Deutschova                                  | 6-1 6-3                                           |                                                   |
|    | 02-04-1939 | Hôtel Beau-Site, Cannes                           |                                                   | Terre (ext.)                                      | Simonne Mathieu                                   | Elfi von Kriegs-Au                                | 6-1 6-2                                           |                                                   |
|    | 1939       | Hôtel Bristol, Beaulieu-sur-Mer                   |                                                   | Terre (ext.)                                      | Hilde Sperling                                    | Alice Weivers                                     | 4-6, 6-0, 6-1                                     |                                                   |
|    | 1939-1942  | Pas de tournoi en raison de la bataille de France | Pas de tournoi en raison de la bataille de France | Pas de tournoi en raison de la bataille de France | Pas de tournoi en raison de la bataille de France | Pas de tournoi en raison de la bataille de France | Pas de tournoi en raison de la bataille de France | Pas de tournoi en raison de la bataille de France |
|    | 22-03-1942 | Cannes Club Tournament, Cannes                    |                                                   | Terre (ext.)                                      | Alice Weivers                                     | Cosette Saint-Omer-Roy                            | NC                                                |                                                   |
|    | 29-03-1942 | Hôtel Carlton, Cannes                             |                                                   | Terre (ext.)                                      | Alice Weivers                                     | Cosette Saint-Omer-Roy                            | 6-4, 6-4                                          |                                                   |
|    | 12-04-1942 | Hôtel Miramar, Juan-les-Pins                      |                                                   | Terre (ext.)                                      | Alice Weivers                                     | Mme Galy- Me                                      | 6-0 6-0                                           |                                                   |